# 方斑狗母鱼
方斑狗母鱼（学名：Synodus kaianus）为狗母鱼科狗母鱼属的鱼类。分布于印度尼西亚、夏威夷群岛以及南海、东海等海域，棲息深度48-326公尺，體長可達30公分，為底棲性魚類，屬肉食性，生活習性不明。该物种的模式产地在基岛。